# 편전산
편전산(片前山)은 대한민국 경기도 양평군 옥천면 신복리와 용천리에 위치한 높이 377m의 산이다. 마을을 둘러싸고 있는 산으로, 용천리의 옛 지명이 편전리라서 편전산으로 불린다. 하루에 버스 두대만 운행되는 경기도의 오지로 한적하다. 경기 지괴에 속하는 호상 흑운모 편마암으로 구성된다.